# Torres de Hercules
 Torres de Hércules est un gratte-ciel construit à Los Barrios dans l'extrême sud de l'Espagne de 2006 à 2009. L'édifice est haut de 101 mètres (hauteur de la structure) pour 21 étages. Avec l'antenne la hauteur atteint 125 m .
C'est le plus haut édifice et l'unique gratte-ciel de la ville de Los Barrios .
Il abrite des bureaux et est situé dans le Parque Empresarial y Tecnológico Marismas.
L'architecte est Rafael de La Hoz Castanys